# Ядерна бомба Mark 27
Ядерна бомба Mark 27 і близька до неї боєголовка W27 — дві американські термоядерні бомби кінця 1950-х років.

## Історія та конструкція
Mark 27 був розроблений Радіаційною лабораторією Каліфорнійського університету (нині Ліверморська національна лабораторія імені Лоуренса), починаючи з середини 1950-х років. Основна концепція дизайну конкурувала з проектом Лос-Аламосської наукової лабораторії (нині Лос-Аламосська національна лабораторія), якою стала термоядерна бомба Mark 28 / B-28 і боєголовка W28. Mark 27 був приблизно вдвічі важчий за термоядерну зброю сімейства Mark 28/B-28/W28. Апарати Mark 27/W27 мали потужність 1 900 кілотонн ТНТ (7 900 ТДж) проти 1 100 кілотонн ТНТ (4 600 ТДж) (пізніше 1 450 кілотонн ТНТ (6 100 ТДж) ) зброї Mark 28/B-28/W28.
Mark 27 і W27 вироблялися з 1958 року, обидва були виведені з експлуатації до 1964 року, коли адміністрація Кеннеді почала перенаправляти фінансування з програм пілотованих ядерних бомбардувальників. Обидва бомбардувальники ВМС США з бомбою Mark 27, Douglas A-3 Skywarrior і North American A-5 Vigilante, були перепрофільовані в 1965 році з ролі ядерного носія на роль танкера, радіоелектронної протидії (A-3) або розвідки (A-5).
Боєголовка W27 була 790 мм в діаметрі на 1,900 мм завдовжки і важила 1,300 кг. Для крилатих ракет ВМС США SSM-N-9 Regulus II було виготовлено 20 боєголовок W27. Боєголовка W-27 була знята з озброєння разом з крилатою ракетою Regulus у 1964 році.
Бомба Mark 27 мала 760 мм у діаметрі на 3,100 - 3,600 мм довжиною, залежно від конкретної версії. Три версії важили 1,430 - 1500 кг. Було виготовлено 700 бомб Mark 27.